# Emanuele Merisi
Emanuele Merisi, né le 10 octobre 1972 à Treviglio, est un nageur italien.

## Carrière
Emanuele Merisi participe aux Jeux olympiques d'été de 1996 à Atlanta et remporte une nouvelle médaille de bronze dans l'épreuve du 200 m dos.